# Investidura presidencial de Donald Trump en 2017
La primera investidura presidencial de Donald Trump como el 45.º presidente de los Estados Unidos tuvo lugar el 20 de enero de 2017, antes del mediodía (ET), marcando el comienzo del primer mandato de cuatro años de Donald John Trump como presidente y Michael Richard Pence como vicepresidente.
Se celebró una ceremonia en el ala oeste del Capitolio de los Estados Unidos en Washington D. C. El juramento presidencial le fue administrado a Trump por el Presidente de la Corte Suprema John Glover Roberts, Jr. y el juramento vicepresidencial le fue administrado a Pence por el Juez asociado de la Corte Suprema, Clarence Thomas.